# Protoseudyra
Protoseudyra is een geslacht van vlinders van de familie uilen (Noctuidae), uit de onderfamilie Hadeninae.

## Soorten
- P. flava Leech, 1900
- P. picta Hampson, 1894
- P. secunda Leech, 1900